# Ga Phong Phú (đường sắt Bắc Nam)
Ga Phong Phú là một nhà ga xe lửa nằm tại xã Phong Phú, huyện Tuy Phong, Bình Thuận. Ga Phong Phú nằm giữa hai ga là ga Sông Lòng Sông và ga Sông Mao. Lý trình ga: Km 1473 + 231.